# مورنینگ‌استار
مورنینگ‌استار (انگلیسی: Morningstar) شرکت خدمات مالی آمریکایی است، که در زمینه مدیریت سرمایه‌گذاری، مدیریت دارایی و مطالعات بازار فعالیت می‌کند. این شرکت در سال ۱۹۸۴ توسط جو مانسوتو تاسیس شد و هم‌اکنون دارایی تحت مدیریت آن بالغ بر ۲۲۰ میلیارد دلار برآورد می‌شود. دفتر مرکزی شرکت مورنینگ‌استار در شهر شیکاگو، ایلینوی قرار دارد و بخشی از سهام آن در بازار بورس نیویورک معامله می‌شود و جزئی از شاخص‌های نزدک و راسل ۱۰۰۰ بشمار می‌آید.